# Call of Duty: Finest Hour
Call of Duty: Finest Hour ist ein Ego-Shooter entwickelt von Spark Unlimited für GameCube, PlayStation 2 und Xbox. Es wurde 2004 von Activision veröffentlicht. Es ist das erste Konsolenspiel innerhalb der Reihe Call of Duty.

## Handlung
Das Spiel beginnt mit der Schlacht von Stalingrad aus der Sicht eines russischen Soldaten. Anschließend wird ein britischer Soldat während des Nordafrika-Feldzuges gespielt. Aus Sicht eines US-Amerikaners wird in der Schlacht um Aachen gekämpft. Als Nebencharaktere treten eine russische Scharfschützin und ein Panzerführer des berühmten 761st Tank Battalion »Black Panther« auf.

## Spielprinzip
Der Spieler absolviert linear aufgebaute Levels an deren Begrenzung das Spiel mit einem abrupten Bildschirmtod beendet wird. Im Mehrspielermodus können bis zu 16 Spieler gleichzeitig teilnehmen. Im Mehrspielermodus, der auf dem GameCube fehlt, wird Deathmatch, Team-Deathmatch, Capture-the-flag und eine Assault-Variante gespielt.

## Entwicklung
Für den Soundtrack wurde Michael Giacchino engagiert, der bereits für die Medal-of-Honor-Reihe komponierte. Die Programmierer trainierten an den historischen Feuerwaffen, um die charakteristischen Eigenschaften ins Spiel zu übertragen. Die Waffenmodelle wurden den im Krieg verwendeten Gewehren nachempfunden. Uniformen wurden von Fotos übernommen und die Charaktermodelle damit texturiert.

## Rezeption
An das Originalspiel Call of Duty und seine Erweiterung Call of Duty: United Offensive kommt Finest Hour technisch nicht heran. Der Einzelspielermodus sei die stärke des Spiels. Im Xbox Live Mehrspielermodus treten massiv Lag, Verzögerungen und Paketverluste auf. Die Schlachtszenen seien intensiv und voller gescripteten Ereignissen, die Einzelschicksale von Soldaten in einem größeren Zusammenhang inszenieren. Es sei ebenbürtig mit Medal of Honor: Rising Sun. Dafür sei die Spielzeit sehr gering. Die Geräuschkulisse sei gut gelungen, die Optik hingegen eher durchwachsen. Texturqualität, Charaktermodelle und Animationen seien sehr durchwachsen. Negativ fällt die KI und das Fehlen einer freien Speicherfunktion und unregelmäßig gesetzter Checkpoints auf.